# New Scientist
New Scientist is van origine een Engelstalig populairwetenschappelijk tijdschrift. Sinds 2013 verschijnt het tijdschrift eveneens in een redactioneel onafhankelijke Nederlandstalige editie. De Engelstalige editie is een weekblad, de Nederlandstalige editie een maandblad. 

## Engelstalige editie
Het Engelstalige weekblad bestaat sinds 1956, en heeft sinds 1996 een website. Naast actuele zaken, overzichtsartikelen, interviews en wetenschappelijk-politiek nieuws bevat het weekblad advertenties voor banen in de wetenschap.

## Nederlandstalige editie

### Geschiedenis
De Nederlandstalige New Scientist verscheen oorspronkelijk onder de titel Natuur & Techniek (later: Natuurwetenschap & Techniek, NWT en NWT Magazine), voor het eerst in 1932. In 1994 ging het magazine over naar uitgeverij Veen Media (destijds nog Veen Magazines). In 2013 veranderde de titel naar New Scientist, waarbij abonnees en redactie behouden bleven. Sinds eind 2014 is Jim Jansen hoofdredacteur.
In het verleden waren André Kuipers (2015) en Robbert Dijkgraaf (2016) gasthoofdredacteur. 
In mei 2022 verscheen de honderdste editie.

### Inhoud
Naast vertaalde artikelen verschijnen in de Nederlandstalige editie originele verhalen en rubrieken. Daarin ligt de nadruk op onderzoek uit Nederland en Vlaanderen. Het blad bevat onder meer nieuws, achtergrondverhalen, interviews, fotoreportages, opinierubrieken en columns.  

### Online
Op haar website publiceert New Scientist wetenschapsnieuws en achtergrondverhalen. Een deel daarvan verschijnt in de papieren editie. New Scientist kent zowel papieren als digitale abonnementsvormen.
Zo'n 51% van de lezers bezoekt New Scientist uitsluitend digitaal. Daarmee had het magazine in 2017 het op één-na-grootste aandeel digitale lezers van de Nederlandse tijdschriften.

### Events
New Scientist organiseert verschillende evenementen, waaronder het jaarlijkse Gala van de Wetenschap. Ook organiseert het blad, samen met Lowlands, jaarlijks het programma Lowlands Science op het muziekfestival.

### New Scientist wetenschapstalent
Onder de naam New Scientist wetenschapstalent reikt het tijdschrift sinds 2015 een prijs uit aan een talentvolle jonge wetenschapper uit Nederland of België. Tussen 2015 en 2019 is de prijs jaarlijks uitgereikt. Daarna vond de wedstrijd tweejaarlijks plaats. Voormalige winnaars zijn:
- 2015 - Maaike Kroon (chemicus, TU Eindhoven)
- 2016 - Isabel Beets (moleculair neurobioloog, KU Leuven)
- 2017 - Bastiaan Rijpkema (jurist en rechtsfilosoof, Universiteit Leiden)
- 2018 - Damya Laoui (biomedisch wetenschapper, Vrije Universiteit Brussel)
- 2019 - Matthieu de Schipper (kustwaterbouwkundige, Technische Universiteit Delft)
- 2021 - Edwin Pos (evolutionair ecoloog, Universiteit Utrecht)
- 2023 - Bernadette de Bakker (embryoloog, Amsterdam UMC)

### Andere activiteiten
De redactie van New Scientist maakt elke zaterdag de wetenschapsbijlage van dagblad Het Parool. Daarnaast brengt het merk boeken uit, waaronder de boekenreeks Pocket Science: boekjes die in maximaal 100 pagina's actuele wetenschappelijke onderwerpen behandelen. Ook brengt New Scientist jaarlijks verschillende scheurkalenders uit.  
Voor de jeugd maakt de redactie Young Scientist-doeboeken en een scheurkalender.  

### Samenwerking met andere partijen
New Scientist werkt regelmatig samen met Nederlandse en Vlaamse universiteiten, kennisinstellingen en andere partijen. Daarbij gaat het bijvoorbeeld om het maken van branded content, het organiseren van evenementen of het uitbrengen van speciale edities.  